# Cabalgada de Lancaster de 1346
La  cabalgada de Lancaster de 1346 fue una serie de incursiones que llevó a cabo Enrique, conde de Lancaster, en la Francia suroccidental durante el otoño de 1346, en el marco de la guerra de los Cien Años.
El año había empezado con el asedio de la ciudad gascona de Aiguillon, estratégicamente importante, por un «enorme» ejército francés al mando de Juan, duque de Normandía, hijo y heredero del rey francés. Lancaster evitó la batalla campal con los franceses y hostigó sus líneas de abastecimiento al tiempo que impedía que Aiguillon fuese completamente bloqueada. Tras cinco meses de asedio, los sitiadores recibieron órdenes de abandonar el cerco y partir al norte a hacer frente al principal ejército inglés, que había desembarcado en Normandía al mando de Eduardo III de Inglaterra el 12 de julio; así comenzó la campaña de Crécy.
La marcha del ejército del duque debilitó notablemente las defensas francesas en el suroeste. Lancaster lo aprovechó para atacar Quercy y el Bazadais y emprender en persona un cabalgada que duró del 12 de septiembre al 31 de octubre de 1346. Las tres ofensivas resultaron victoriosas; la cabalgada de Lancaster —que acaudilló unos dos mil ingleses y gascones en la incursión— no encontró resistencia efectiva alguna, recorrió unos doscientos sesenta kilómetros hacia el norte y saqueó la rica ciudad de Poitiers. La hueste incendió y saqueó amplias comarcas de Saintonge, Aunis y Poitou, y expugnó varias ciudades, castillos y fortalezas menores en su avance. Las ofensivas desbarataron completamente las defensas franceses y trasladaron el centro de los combates del interior de Gascuña a unos ochenta kilómetros allende sus fronteras.

## Antecedentes
Desde los tiempos de la conquista normanda de Inglaterra del 1066, los monarcas ingleses habían conservado títulos y tierras en Francia, por cuya posesión eran vasallos de los reyes de Francia. En 1337 apenas tenían ya Gascuña, en la Francia suroccidental, y Ponthieu, en el norte. Los gascones, con inclinaciones independentistas, preferían depender del lejano rey inglés que no intervenía en sus asuntos que del francés, que sí lo hubiese hecho. Tras una serie de desavenencias entre Felipe VI de Francia (1328-1350) y Eduardo III de Inglaterra (1327-1377), el 24 de mayo de 1337 el Gran Consejo de Felipe acordó arrebatarle a Eduardo la Gascuña, alegando para ello el incumplimiento por parte de este de sus deberes de vasallo. Esto marcó el comienzo de la guerra de los Cien Años, que duró ciento dieciséis años.

Francia en 1330.
Dominado por Francia en 1214
Arrebatado a Inglaterra hasta 1330
Inglaterra y la Gascuña dominada por esta (1330)

Antes de la guerra, más de mil barcos mercantes partían anualmente de Gascuña a Inglaterra. Entre otras mercancías, portaban doscientas mil pintas reales (unos ciento diez millones de litros) de vino de la región. Los ingresos del fisco inglés por los aranceles al vino de Burdeos eran mayores que los del resto de importaciones, y eran la mayor renta del Estado. Burdeos, la capital de Gascuña, tenía unos cincuenta mil habitantes y era por entonces mayor que Londres, y posiblemente también más rica. Sin embargo, las conquistas francesas habían dejado a la región mermada y dependiente de las importaciones de alimentos, principalmente de Inglaterra. La interrupción del tráfico marítimo entre las dos suponía el hambre para Gascuña y la ruina financiera para Inglaterra, circunstancia que conocían perfectamente los franceses.
La frontera entre el territorio inglés y el francés en Gascuña estaba mal definida. Muchos terratenientes tenían fincas dispersas, que podían depender de distintos señores. Cada hacienda menor solía contar con una torre fortificada o atalaya y las mayores, con castillos. Las fortificaciones se erigían también en los puntos estratégicos de las vías de comunicación, para cobrar peajes y controlar el paso de tropas; las ciudades fortificadas dominaban todos los puentes y la mayoría de los vados de los abundantes ríos de la región. Las fuerzas militares podían abastecerse si se mantenían en movimiento para asegurarse el forraje de los animales. Cuando necesitaban permanecer fijas en un lugar determinado durante cierto tiempo, como cuando asediaban un castillo, les era menester contar con transporte fluvial o marítimo para hacerse con abastos y forraje y que también facilitaba el traslado del armamento pesado utilizado en tales operaciones.
A pesar de que la posesión de Gascuña había desencadenado la guerra, en la mayoría de las campañas la región había tenido que defenderse sola de los decididos embates franceses. En 1339 estos habían sitiado Burdeos, la capital de la región, y habían logrado incluso penetrar en ella con copiosas fuerzas, aunque finalmente habían sido expulsados. Normalmente los gascones podían reunir entre tres mil y seis mil soldados, la gran mayoría peones, si bien unos dos tercios de esta cantidad se dedicaban a tareas de guarnición. La contienda consistía fundamentalmente en una serie de combates por castillos y otras fortalezas, a la que se sumaba la competición por la mudable lealtad de la nobleza regional.

### La campaña de 1345

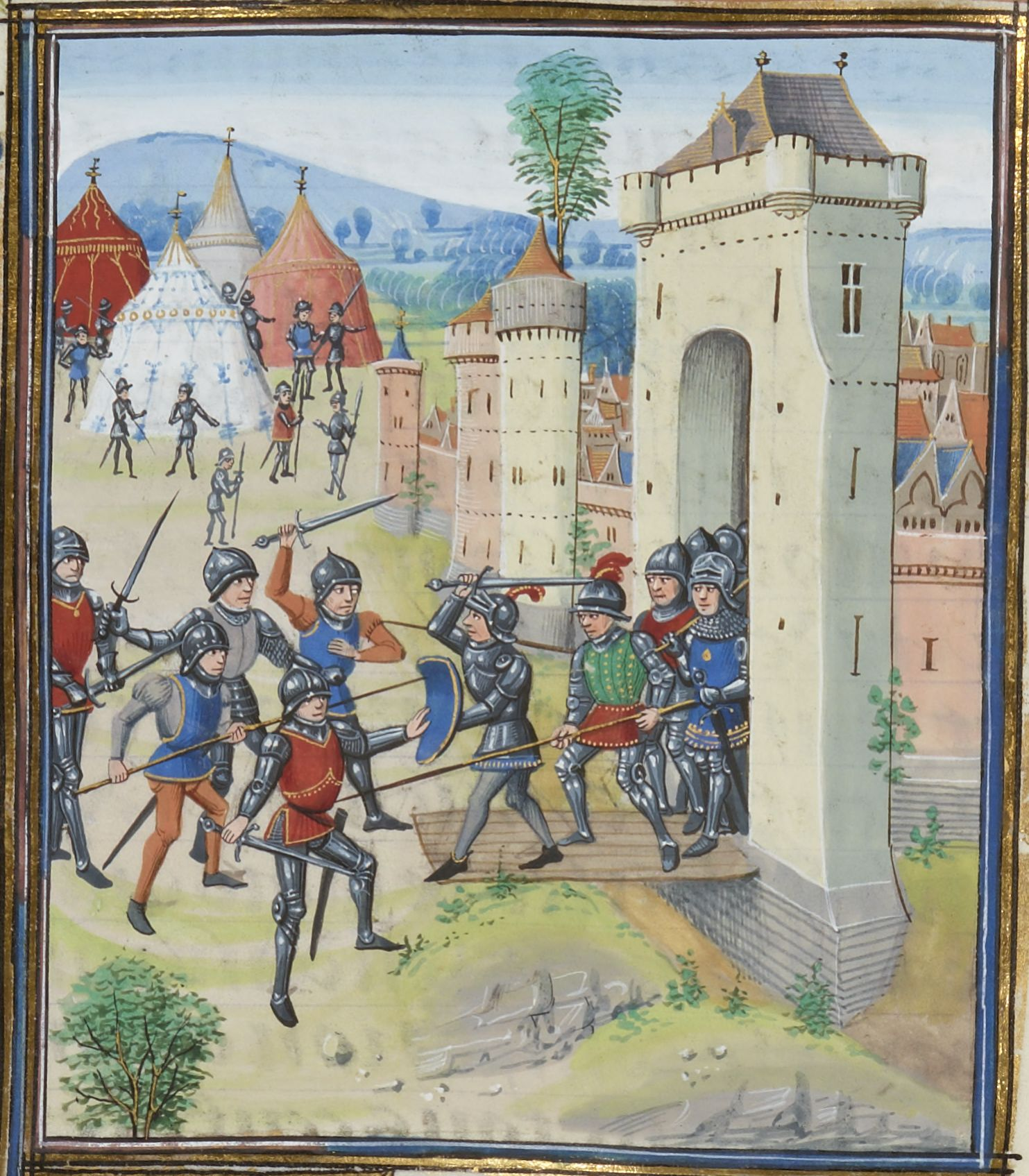
El asalto a una ciudad medieval en una miniatura del siglo.

En 1345, tras ocho años de guerra, el territorio en poder inglés se limitaba esencialmente a una franja costera que se extendía de Burdeos a Bayona, con algunos baluartes aislados tierra adentro. Ese año Eduardo III había enviado a Enrique, conde de Lancaster, a Gascuña, mientras él reunía el principal ejército inglés en el norte, para actuar bien en la Francia septentrional o en Flandes. Aunque el ejército se había embarcado para cruzar el Canal, nunca llegó a desembarcar, pues la flota inglesa quedó desperdigada por una tempestad. Como los franceses conocían las intenciones del monarca inglés, habían pasado la mayor parte del periodo de campañas en el norte. Mientras, Lancaster había encabezado una veloz incursión al frente de un ejército conjunto anglo-gascón. Había batido a dos grandes ejércitos enemigos en las batallas de Bergerac y Auberoche, conquistado numerosas ciudades y fortalezas francesas en el Périgord y el Agenais y ampliado con ello las posesiones inglesas en Gascuña. Durante el invierno que siguió a esta victoriosa campaña, el lugarteniente de Lancaster, Ralph, conde de Stafford, se había encaminado a la estratégica ciudad de Aiguillon, situada en la unión de los ríos Garona y Lot y por ello importante núcleo comercial y militar. Los habitantes se habían rebelado contra la guarnición y habían abierto las puertas a los ingleses.

## La ofensiva francesa
A Juan, duque de Normandía, hijo y heredero de Felipe VI, se le confirió el mando de  las fuerzas francesas en el suroeste de Francia, que ya había ostentado el otoño anterior. En marzo de 1346, un ejército francés al mando de Juan, de entre quince y veinte mil soldados, enormemente superior a las fuerzas que podían reunir los ingleses y gascones, marchó contra Aiguillon y lo cercó el 1 de abril. Al día siguiente, se hizo una leva de todos los hombres de la región capaces de portar armas. Los franceses concentraron los recursos financieros, logísticos y humanos de que disponían en la ofensiva.
Eduardo III volvió a reunir un gran ejército en Inglaterra. Los franceses lo sabían, pero dada la extraordinaria dificultad de desembarcar un ejército fuera de los puertos, que los ingleses ya no contaban con ninguno en Flandes, mas sí podían contar con algunos bretones y gascones, supusieron que el rey inglés se dirigiría a alguno de estos, probablemente a uno gascón, para socorrer Aiguillon. Para evitar un desembarco en el norte de Francia, Felipe VI confiaba en su poderosa armada. Esto resultó un error dada la tecnología naval de la época: los franceses fueron incapaces de impedir que el soberano inglés cruzase el Canal y desembarcase en la península de Cotentin, en el norte de Normandía, el 12 de julio al frente de entre doce y quince mil soldados. Los ingleses sorprendieron al enemigo con esta maniobra y emprendieron seguidamente la marcha al sur; en su avance, devastaron una amplia franja de ricas tierras enemigas e incendiaron las ciudades a su paso.
Felipe VI llamó de inmediato al ejército principal, el que mandaba el duque Juan, que se hallaba en Gascuña. Tras una acalorada discusión con sus asesores y, según algunas crónicas, también con los emisarios de su padre, Juan rehusó ponerse en marcha hasta cumplir con su misión original, en la que había empeñado su honor. El 29 de julio, Felipe VI hizo una leva general (arrière-ban) del norte de Francia en Ruan. El 7 de agosto, los ingleses alcanzaron el Sena. Felipe VI repitió las órdenes a Juan para que abandonase el asedio de Aiguillon y se encaminase al norte con su ejército. Eduardo III se dirigió al sureste y el 12 de agosto su ejército estaba a treinta y dos kilómetros de París.] El 14 de agosto, Juan trató de acordar una tregua en Gascuña; Lancaster, noticioso tanto de la situación en el norte como en el campo francés en torno a Aiguillon, rechazó pactar con el duque francés. El 20 de agosto, tras más de cinco meses, los franceses abandonaron el asedio y se pusieron en marcha hacia el norte apresurada y desordenadamente. Juan no alcanzó al ejército francés en el norte antes de que este sufriese el descalabro de la batalla de Crécy seis días más tarde.

## La ofensiva anglo-gascona

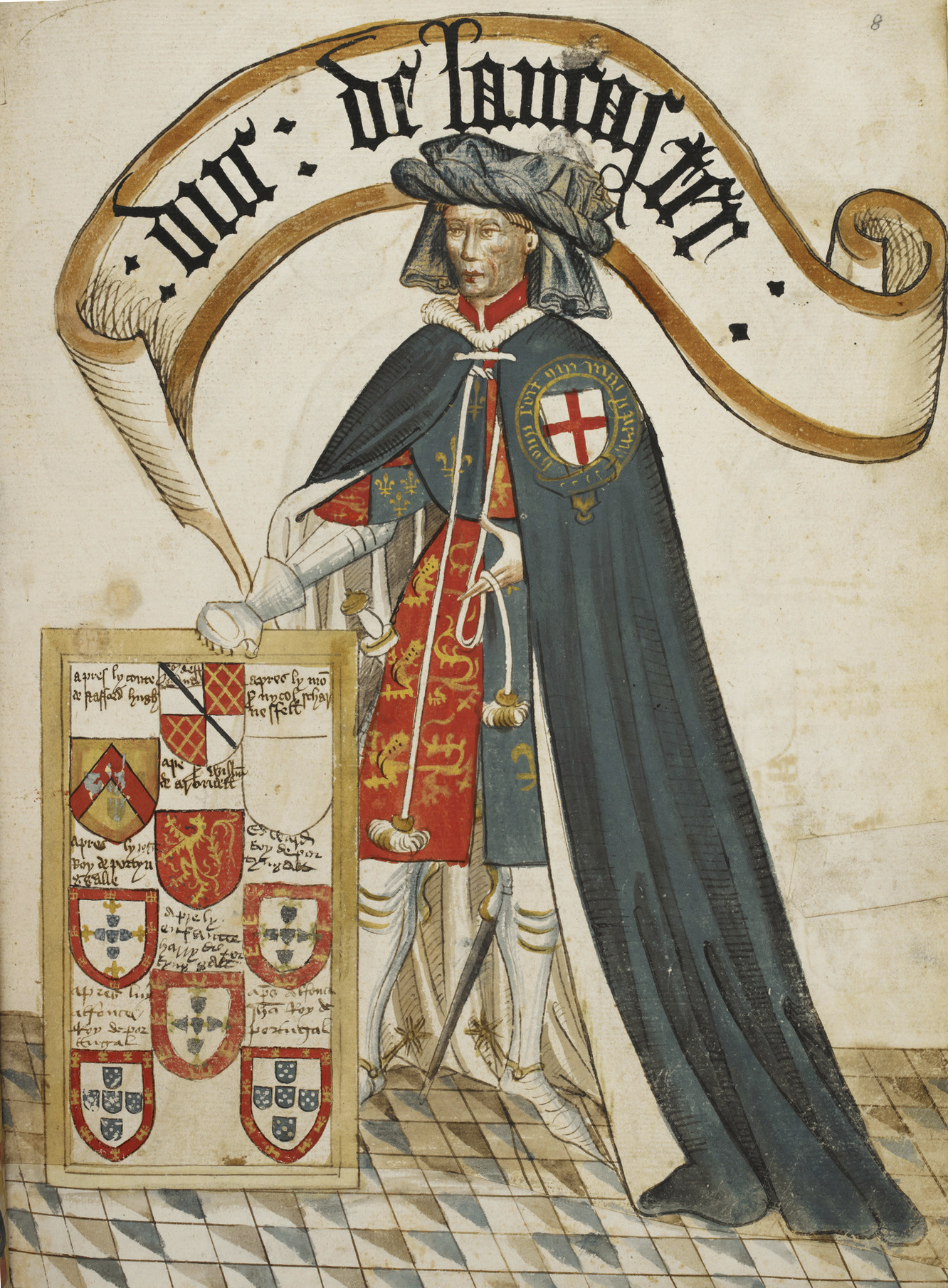
Enrique de Grosmont, conde de Lancaster y de Derby

La retirada del ejército de Juan comportó el desbaratamiento de las posiciones francesas en sur del Périgord y en la mayoría del Agenais. Los franceses apenas defendieron las fortalezas del valle del Garona, Port-Sainte-Marie, Agen y Marmande, río abajo de Aiguillon. Los ingleses de apoderaron del valle del Lot aguas abajo de Villeneuve y de la mayoría de los reductos franceses entre el Lot y el Dordoña a finales de agosto. Lancaster se hizo con la mayoría de las ciudades sin pelear. Juan, conde de Armagnac, recibió el mando de la región tras la retirada de Juan de Normandía. Tuvo dificultades para defenderla por la falta de tropas y de fondos para pagarlas y por la frecuente rescisión de sus órdenes por parte del rey. Renunció al puesto menos de tres meses después.
Lancaster ostentaba ya la iniciativa: a comienzos de septiembre emprendió tres ofensivas diferentes. Partidarios de los ingleses en el Agenais, acaudillados por Gaillard I de Durfort, bloquearon Agen y Porte-Sainte-Marie y corrieron el Quercy, al oeste. Un copioso destacamento de gascones al mando de Alixandre de Caumont se dividió para recobrar el territorio en poder francés al sur y oeste del Garona. Por su parte, Lancaster tomó el mando de mil hombres de armas y aproximadamente el mismo número de infantería montada y se dirigió hacia el norte al frente de esta hueste, mayoritariamente gascona, el 12 de septiembre.
La columna del Agenais taló el Quercy y recorrió unos ochenta kilómetros en la incursión por la región. Gaillard, al frente de unos cuatrocientos jinetes, conquistó la pequeña ciudad de Tulle. Esto desató el pánico en la provincia de Auvernia. El ejército de Juan de Armagnac se dirigió a la ciudad, que sitió desde mediados de noviembre hasta finales de diciembre, cuando los gascones que la defendían capitularon; fueron hechos prisioneros, pero todos fueron liberados mediante rescate. El ejército francés del suroeste al completo quedó inmovilizado en el asedio al pequeño grupo de Gaillard. El historiador Jonathan Sumption afirma que esto supuso «desbaratar la administración real del centro y sur de Francia durante tres meses».
Las huestes de Caumont talaron el Bazadais; conquistaron muchas ciudades y fortalezas enemigas sin apenas sufrir bajas. Muchas se rindieron mediante pactos; Bazas, por ejemplo, lo hizo tras obtener de los anglo-gascones permiso para que sus productos atravesasen el territorio enemigo en condiciones favorables. La presencia francesa en la zona casi desapareció por completo.

### La cabalgada de Lancaster

Mapa de la cabalgada de Lancaster en 1346.

Lancaster se encaminó a la rica capital provincial de Poitiers, a doscientos sesenta kilómetros del punto de partida de su cabalgada, en pleno territorio enemigo. Marchó del Garona al Charente, a unos ciento treinta kilómetros de distancia, en ocho días; llegó a Châteauneuf-sur-Charente, que conquistó. Se desvió seguidamente sesenta y cuatro kilómetros hasta Saint-Jean-d'Angély para rescatar a algunos prisioneros ingleses; la población fue tomada por asalto y saqueada. Dejó una guarnición en ella y retomó la marcha hacia Poitiers; avanzó una media de treinta y dos kilómetros diarios y conquistó de camino las ciudades de Melle y Lusignan. La tarde del 3 de octubre, alcanzó Poitiers.
La ciudad estaba en una posición a propósito para la defensa, pero sus murallas hacía tiempo que no se reparaban. No contaba con guarnición real y la población ya no montaba guardias. La responsabilidad de la defensa la compartían la ciudad y tres organizaciones eclesiásticas, lo que impidió organizar una defensa eficaz. Los ingleses acometieron el asalto de inmediato, que fracasó por la acción de una fuerza reunida apresuradamente por algunos nobles. Por la noche, los sitiadores encontraron una brecha en la muralla, que se había hecho para acceder más fácilmente desde la ciudad a un molino cercano. A la mañana siguiente penetraron por ella y se desparramaron por la parte oriental de la población, pasando a cuchillo a los habitantes con los que se cruzaban. Como era habitual, solo perdonaron a aquellos que eran lo suficientemente ricos como para pagar un rescate por su liberación. La mayoría de la población huyó de la ciudad, seiscientos de cuyos habitantes perecieron en la conquista. A continuación, Poitiers fue entregada a un concienzudo saqueo que duró ocho días.
Lancaster no pudo tomar la ceca real de Montreuil-Bonnin, a ocho kilómetros al oeste de Poitiers, y retornó rápidamente a Saint-Jean-d'Angély. No intentó conservar Poitiers y en la provincia de Poitou solamente dejó guarnición en Lusignan, pequeña ciudad con buenas murallas y un recio y moderno castillo. Al volver a Saintonge, se adueñó del valle del Boutonne, en el que se hallaba el importante puerto de Rochefort y la isla de Olerón, bien fortificada. Luego se dirigió al sur, donde se apoderó de gran número de fortalezas y pequeñas ciudades. Los franceses conservaron gran parte de Saintonge: el oriente; las principales fortalezas, como la capital provincial de Saintes; el castillo más fuerte de la región, Taillebourg; y muchas otras plazas estratégicas en la orilla oriental del Gironda. Lancaster concluyó la cabalgada en Burdeos el 31 de octubre, al cabo de siete semanas. Regresó a Inglaterra a principios del 1347.

## Consecuencias
Lancaster dejó guarniciones en las ciudades y castillos conquistados por todo el Saintonge y el Aunis; la mayor era la de Saint-Jean-d'Angély. Los anglo-gascones se abastecían saqueando el territorio enemigo y aquel sospechoso de inclinarse por los franceses; como afirma Sumption, su misión no era dominar el territorio, sino sembrar el caos y la inseguridad. Provincias enteras que unos meses antes estaban en manos de los franceses fueron presa tras las operaciones enemigas de los desmanes de bandidos, saqueadores, desertores y de los propios soldados de los dos bandos. La población abandonó los pueblos y buscó el amparo relativo de las ciudades; la población urbana que pudo se marchó de la zona y muchas tierras quedaron baldías. Los franceses fueron incapaces de contraatacar, puesto que tuvieron que dedicarse tanto a defender las poblaciones que se habían vuelto vulnerables al ataque enemigo tras la campaña como a recobrar las plazas que habían perdido en el interior del reino y que hasta entonces se habían creído a salvo de las acometidas inglesas, como Tulle. El comercio francés decayó y los  impuestos recaudados en la región menguaron notablemente. Lancaster logró trasladar el teatro de operaciones del corazón de Gascuña a unos ochenta kilómetros o más allende sus fronteras.
El ejército inglés del norte asedió Calais, después de vencer en Crécy. Lancaster acudió allí en el verano de 1347 y estuvo presente cuando cayó la ciudad tras un asedio de once meses; la conquista aseguró a los ingleses un puerto en el norte de Francia que conservaron doscientos años. La guerra en el suroeste de Francia se siguió librando lejos de Gascuña. En 1355 el primogénito de Eduardo III, Eduardo, apodado «el Príncipe Negro», llevó a cabo otra cabalgada al norte de Burdeos. Juan, para entonces ya rey de Francia, lo interceptó y obligó a combatir a cinco kilómetros de Poitiers; pese a ser superiores en número, los franceses sufrieron una grave derrota y perdieron a su rey, que fue capturado por el enemigo.